# Orrella dioscoreae
Orrella dioscoreae es una bacteria gramnegativa del género Orrella. Fue descrita en el año 2019, es la especie tipo. Su etimología hace referencia a la planta Dioscorea sansibarensis. Es anaerobia facultativa e inmóvil. Tiene un tamaño de 0,9-1,1 μm, con forma cocobacilar. Catalasa y oxidasa positivas. Forma colonias convexas, no pigmentadas, con márgenes lisos en agar TSA tras 48 horas de incubación. Temperatura de crecimiento entre 15-40 °C, óptima de 28 °C. Tiene un genoma de 4,82 Mpb y un contenido de G+C de 67,4%. Se ha aislado de las hojas de la planta Dioscorea sansibarensis en Suiza. 